# Liste von Unfällen der Binnenschifffahrt
Die Liste von Unfällen der Binnenschifffahrt enthält eine chronologische Auflistung von schweren Unfällen der Binnenschifffahrt, bei denen Menschenleben zu beklagen waren oder Schäden in erheblicher Größe verursacht wurden.

## Listen
Antike | 601 bis 1200 | 13. Jahrhundert | … | 21. Jahrhundert

### Antike
| Datum            | Name                                                                              | Opfer          | Beschreibung |
| ---------------- | --------------------------------------------------------------------------------- | -------------- | --- |
| Nov. 326 v. Chr. | In den Stromschnellen des Chanab verunglücken Boote des griechischen Indienheeres | mindestens 100 | Das kampfmüde Heer Alexander des Großen meuterte und kehrte im Herbst 326 vor Chr. auf dem Indienfeldzug um. Von 800 in Bukephala für die Rückreise auf dem Hydaspes gebauten Booten kenterten viele in den Stromschnellen am Zusammenfluss des Hydaspes mit dem Acesines (heute Chanab) unter einer großen Anzahl von Toten.                                      |
| 227              | Schiffsunglück auf dem Neckar bei Marbach                                         | nicht bekannt  | Eine im Neckar unterhalb Marbach 1967 aufgefundene Weiheinschrift des frühen 3. Jahrhunderts erinnert an ein Schiffsunglück auf dem Neckar: Den Boni Casus (oder Casses) hat der Kaufmann Lucius Licinius Divixtus auf Grund eines Gelübdes diesen Altar gesetzt, weil er nach einem Schiffsuntergang wieder zu guter Gesundheit und den Seinen zurückgekehrt ist. |

### 601 bis 1200
| Datum    | Name                                           | Opfer         | Beschreibung |
| -------- | ---------------------------------------------- | ------------- | --- |
| 780–1200 | Schiffsunglücke auf dem Bodensee               | nicht bekannt | Der Weintransport des Klosters St. Gallen erfolgte im frühen und hohen Mittelalter über den Bodensee. Da die Schiffer nach Belieben dem transportierten Wein zusprechen durften, kam es auf dem Bodensee zu einer nicht abreißenden Kette von Schiffsunfällen wegen Trunkenheit, wie die Chroniken des Klosters St. Gallen berichten. Auch in den Reichenauer Nekrologien sind von 780 bis in die erste Hälfte des 9. Jahrhunderts drei Schiffsunglücke mit der Namensnennung der umgekommenen Kleriker verzeichnet. |
| 926      | Schiffsunglück in einem Donaustrudel bei Grein | mindestens 1  | Auf einer Reise in das norische Unterland geriet das Schiff des Freisinger Bischofs Drakolf in einen Strudel der Donau bei Grein und sank. Der Bischof ertrank. Weitere Verluste sind nicht bekannt. |

### 13. Jahrhundert
| Datum         | Name                                                 | Opfer         | Beschreibung |
| ------------- | ---------------------------------------------------- | ------------- | --- |
| 20. Dez. 1281 | Kentern eines Reiseschiffs auf dem Rhein bei Rheinau | mindestens 14 | Am 20. Dezember 1281 sank auf dem Rhein bei Rheinau ein Reiseschiff, das den Habsburger Wunschthronfolger Hartmann von Breisach nach Straßburg bringen sollte, wo er die Weihnachtstage mit seinen Eltern verbringen wollte. Neben Hartmann ertranken 13 Adelige aus seiner Begleitung. Über das Schicksal des Dienstpersonals und der Besatzung existieren keine Aufzeichnungen. |
| 12. Sep. 1295 | Untergang eines Schiffs auf dem Bodensee             | 26            | Am 12. September 1295 sank auf dem Bodensee ein Schiff, das von Meersburg nach Buchhorn unterwegs war. Das Unglück forderte 26 Opfer. |

### 14. Jahrhundert
| Datum         | Name                                                  | Opfer         | Beschreibung |
| ------------- | ----------------------------------------------------- | ------------- | --- |
| 29. Juni 1311 | Kentern eines Schiffs bei Dettlingen auf der Aare     | 72            | Am 29. Juni 1311 sank auf der Aare bei Dettlingen ein überladenes Reiseschiff. Den Quellen zufolge kamen 72 Passagiere, die von Frienisberg aus den Markt in Bern besuchen wollten, ums Leben.                                           |
| 14. Sep. 1345 | Untergang eines Schiffs bei Rheinfelden               | 130           | Am 14. September 1345 sank nach der Chronik des Johannes von Winterthur auf dem Rhein bei Rheinfelden ein Schiff mit 130 Passagieren beiderlei Geschlechts, die von einem Besuch der Heilquellen von Baden und Einsiedeln zurückkehrten. |
| 1358          | Ein Fährschiff zerschellt an der Rheinbrücke in Basel | nicht bekannt | 1358 zerschellte ein vollbesetztes Fährschiff an einem steinernen Pfeiler der mittleren Rheinbrücke in Basel. Alle Passagiere ertranken.                                                                                                 |

### 15. Jahrhundert
| Datum         | Name                                                             | Opfer          | Beschreibung |
| ------------- | ---------------------------------------------------------------- | -------------- | --- |
| 1422          | Untergang eines Schiffs auf dem Bodensee                         | 52             | 1422 sank auf dem Bodensee vor der Hafeneinfahrt von Lindau ein Schiff. Das Unglück forderte 52 Opfer. |
| 1435          | Untergang eines Warenschiffs auf der Limmat bei Baden            | 110            | 1435 sank ein mit Passagieren und Waren beladenes Schiff auf der Limmat bei Baden. Von den 120 Passagieren konnten sich lediglich zehn retten. |
| 1435          | Kollision eines Marktschiffes mit einem Eisberg auf dem Bodensee | nicht bekannt  | Während der Seegfrörne von 1435 kollidierte nach Bucelin ein Konstanzer Marktschiff auf dem Bodensee mit einem Eisberg, der sich aus Treibeis gebildet hatte, und sank mit der Ladung. |
| 28. Aug. 1462 | Havarie bei Rheinfelden                                          | 62             | Am 28. August 1462 zerschellte auf dem Rhein ein Reiseschiff an einem Pfeiler der Brücke von Rheinfelden. Unter den Opfern war der Abt Johann IV. Wagner von Baden des Wettinger Cisterzienzerklosters, dessen Leiche in Basel angeschwemmt wurde. Mit ihm verunglückten sein Sekretär und 60 Mitreisende, darunter ein Fräulein von Eptingen. |
| 27. Okt. 1475 | Untergang der Flüchtlingsschiffe von Estavayer                   | mindestens 200 | Bei der am 17. Oktober 1475 begonnenen Belagerung des waadtländischen Städtchens Estavayer-le-Lac verübten die Berner und Freiburger nach dem Sturm ein vier Tage lang dauerndes Massaker an der Stadtbevölkerung und den Verteidigern des Schlosses. Die Frauen der Stadt versuchten am 27. Oktober, sich mit ihren Kindern in überladenen Schiffen über den Neuenburgersee zu retten. Die überladenen Fluchtschiffe sanken mit hunderten Opfern. Schilling berichtet, dass lediglich 26 Einwohner überlebten. |
| 27. Dez. 1476 | Kentern eines Reisläuferschiffs in Basel                         | 40–60          | Nach den Weihnachtstagen 1476 sank auf dem Rhein in Basel ein Reisläuferschiff, das angeworbene Söldner zum Entsatz von Nancy bringen sollte. Ein Angetrunkener war ins Wasser gefallen. Der voll besetzte Kahn kenterte, als man zur Hilfe aufsprang und nach vorne drängte. Alle Insassen, nach den Quellen zwischen 30 und 50 Söldner nebst einigen Prostituierten, ertranken. Im folgenden Untersuchungsausschuss wies die verantwortliche Laufenburger Schifferzunft den Vorwurf der Überladung zurück und gab an, die gemeinsam aufspringenden Söldner hätten den Schiffsboden eingetreten. Petermann Etterlin berichtete (Blatt XCV), dass sogar zwei Schiffe mit 140 Mann gleichzeitig gesunken seien infolge eines Gedränges um die besten Plätze beim Einsteigen. |
| 1480          | Untergang eines Reisläufertransporters auf der Aare bei Wangen   | 200            | 1480 sank ein mit aus Chalons und Bern kommenden Reisläufern besetztes Schiff nach der Kollision mit einem Brückenpfeiler bei Wangen bei Olten. Berichtet sind 200 Opfer. |

### 16. Jahrhundert
| Datum                  | Name                                                                | Opfer         | Beschreibung |
| ---------------------- | ------------------------------------------------------------------- | ------------- | --- |
| 20. Mai 1513           | Untergang eines Passagierschiffs auf der Aare bei Altenburg         | mindestens 9  | Am 20. Mai 1513 sank auf der Aare in der Kalten Herberg bei Altenburg ein Passagierschiff, das Passagiere von Solothurn nach Zurzach befördern sollte. Die Namen von neun der zahlreichen Toten sind durch ihre Bestattung in Brugg erhalten. |
| 25. Juli 1519          | Untergang einer Fähre mit Pestwallfahrern auf der Aare bei Zofingen | 14            | Am 25. Juli 1519 versank auf der Aare bei Zofingen eine mit 60 Pilgern einer Pestwallfahrt besetzte Fähre. Das Unglück forderte 14 Opfer |
| 1542                   | Untergang eines Passagierschiffs auf dem Rhein bei Zurzach          | 130           | 1540 kollidierte ein Passagierschiff auf dem Rhein bei Zurzach mit einem unter Wasser liegenden Felsen. Bei Zurzach wurden 130 Opfer tot geborgen. |
| 11. Jan. 1570          | Kentern eines Schiffs auf dem Walensee                              | 46            | Am 11. Januar 1570 bringt eine Sturmbö auf dem Walensee ein Schiff zum Kentern. Berichtet sind 46 Opfer. |
| zwischen 1575 und 1590 | Untergang eines Lastkahns auf dem Neuenburgersee                    | unbekannt     | 1200 Meter vor Hauterive sank ein Lastkahn im Neuenburgersee. Das wohl um 1560 gebaute Boot war mit Eisenstangen (Rohmaterial für Schlosser oder Werkzeughersteller) und unverwendeter Keramik beladen. Das Wrack wurde 1980 archäologisch untersucht, war aber schon fast 20 Jahre zuvor lokalisiert worden. Es war auf dem Wasserweg zwischen Yverdon und Solothurn unterwegs. Vom Weidling war neben der reichen Ladung praktisch nichts erhalten geblieben. Historiker datieren den Untergang, wohl durch Verrutschen der Ladung verursacht, ins letzte Viertel des 16. Jahrhunderts. |
| 7. März 1576           | Untergang von sieben Schiffen auf dem Bodensee                      | mindestens 10 | Am 7. März 1576 sanken sieben Schiffe bei einem Gewitter auf dem Bodensee. |
| 7. Nov. 1576           | Untergang eines Schiffs auf dem Untersee                            | 12            | Am 7. November 1576 sank in einem Sturm ein aus Schaffhausen kommendes Schiff auf dem Untersee zwischen Mammern und Kattenhorn. Das Unglück forderte zwölf Opfer. |
| 1. Sep. 1583           | Untergang eines Passagierschiffs auf der Aare                       | mindestens 10 | Am 1. September 1583 sank auf der Aare ein Passagierschiff, das Passagiere von Aarau nach Zurzach befördern sollte. Berichtet sind zehn Todesopfer. |
| 30. Apr. 1584          | Untergang eines Schiffs auf der Reuss bei Werth                     | 8             | Am 30. April 1584 sank auf der Reuss bei Werth ein Schiff. Berichtet sind acht Todesopfer. |
| 1584                   | Erneuter Untergang eines Schiffs auf der Reuss                      | 18            | 1584 sank auf der Reuss erneut ein Schiff. Berichtet sind achtzehn Todesopfer. |
| 5. Juli 1585           | Untergang eines Handelsschiffs auf dem Bodensee                     | mindestens 10 | Am 5. Juli 1585 sank ein St. Galler Handelsschiff mit Waren von 4000 Gulden an Bord auf dem Bodensee. |
| 16. Apr. 1587          | Erster Schiffbruch bei Bendern                                      | 85–107        | Am 16. April 1587 sank auf dem Rhein bei Bendern eine mit Wallfahrern aus Gams überladene Rheinfähre. Je nach Quelle kamen 85 bis 107 Passagiere ums Leben. |
| 24. Nov. 1598          | Untergang eines Schiffs auf der Aare bei Klingnau                   | 30            | Am 24. November 1598 sank auf der Aare bei Klingnau ein Schiff. Berichtet sind 30 Todesopfer. |

### 17. Jahrhundert
| Datum             | Name                                                                     | Opfer         | Beschreibung |
| ----------------- | ------------------------------------------------------------------------ | ------------- | --- |
| 1. Sep. 1626      | Untergang eines morschen Schiffs auf der Aare bei Brugg                  | 89            | Am 1. September 1626 bricht auf der Aare bei Brugg kurz nach der Abfahrt mit der Destination Zurzach ein älteres morsches Schiff im Nebel auseinander. Von den 200 Passagieren kamen 86 ums Leben. Die Überlebenden konnten sich an Wrackteile geklammert bei Stilli ans Land retten. |
| 1636              | Kentern der Swin-ford-Fähre                                              | 3–4           | Mehrere walisische Sheriffs, die 800 Pfund in die Schatzkammer von Karl I. nach London bringen sollten, ertranken, als sie bei Swinford die Themse auf einer Fähre queren wollten. Das Schiff kenterte, das Geld ging verloren, acht Personen konnten sich schwimmend ans Ufer retten. |
| 30. Jan. 1643     | Untergang der Flüchtlingsschiffe von Überlingen                          | nicht bekannt | Beim Überfall Konrad Wiederholds auf Überlingen am 30. Januar 1643 versuchten sich Bewohner der Stadt über den See nach Konstanz zu retten. Etliche überladene Boote und Schiffe kenterten. Nach dem Theatrum Europaeum, kamen zahlreiche Bürger ums Leben. |
| 19. Apr. 1644     | Untergang eines Schiffs auf dem Bodensee                                 | 30            | Am 19. April 1644 sank ein von Konstanz nach Hagnau fahrendes Schiff auf dem Bodensee Das Unglück forderte 30 Opfer. |
| 28. Mai 1648      | Untergang eines Lastschiffes bei Mühldorf auf dem Inn                    | 8             | Am 28. Mai 1648 kollidierte ein Lastschiff auf dem Inn bei Mühldorf am Inn infolge Alkohols am Ruder mit einem Brückenpfeiler. Es kamen 8 Menschen ums Leben. Das Schiff hatte in 40 Kisten das Tafelsilber des Kurfürsten Maximilian I. geladen. |
| Sep. 1648         | Untergang von drei Schiffen der französischen Besatzung auf dem Bodensee | 20            | Im September 1648 sanken drei der neun Schiffe der französischen Besatzung von Überlingen im Sturm. Das Unglück forderte 20 Opfer. |
| 10. Mai 1666      | Zweiter Schiffbruch bei Bendern                                          | 48            | Am 10. Mai 1666 sank auf dem Rhein bei Bendern erneut eine mit Wallfahrern aus Mels und Sargans überladene Rheinfähre. Es kamen 48 Passagiere ums Leben. |
| 24. Juli 1670     | Untergang eines Passagierschiffes bei Wien                               | 120           | Am 24. Juli 1670 kenterte wegen ablaufenden Hochwassers ein Passagierschiff auf der Donau bei Wien. 120 Passagiere überwiegend Schnitter und arme Leute ertranken. |
| 1677              | Untergang eines Pilgerschiffs unterhalb von Pöchlarn auf dem Inn         | mindestens 10 | 1677 erlitt ein Pilgerschiff durch Verschulden der Besatzung Schiffbruch auf dem Inn unterhalb von Pöchlarn. Ziemlich viele Pilger ertranken. Die beiden Schiffsführer schwammen aus und flüchteten. |
| 29. Aug. 1679     | Untergang eines Schiffs auf der Aare bei Altenburg                       | nicht bekannt | Am 29. August 1679 sank auf der Aare oberhalb von Altenburg ein mit Waren und Menschen überladenes Schiff mit der Destination Zurzach. Die Zahl der Opfer ist nicht bekannt. |
| 5. September 1687 | Kentern eines Schiffs auf der Aare zwischen Aarberg und Lyss             | 111           | Am 5. September fuhren zwei aneinander gekettete und mit 137 hugenottischen Flüchtlingen besetzte Schiffe von Aarberg Richtung Solothurn. Wegen Nachlässigkeit der betrunkenen Schiffsleute fuhr das Gefährt oberhalb der Lyssbünden in einer Untiefe auf einen Baumstrunk, wobei das eine der beiden Schiffe auseinanderbrach. Als die Passagiere des geborstenen Schiffs auf das andere umsteigen wollten, kenterte dieses. 111 Menschen ertranken |
| 23. Aug. 1688     | Ein Schiffsunglück auf dem Königssee                                     | 70            | Am 23. August 1688 ertranken 71 Pilger aus dem Salzburgischen Pinzgau, nachdem ihr mit "über 100 Personen" beladenes Floß noch in der Nähe des Ablegepunktes im Reitl am St. Bartholomä gegenüberliegenden Ufer gekentert war. Ursache dafür war Fahrlässigkeit der Schiffleute. Eine Tafel, die 1911 an der Falkensteiner Wand, also weit von der ursprünglichen Unfallstelle entfernt, angebracht wurde, erinnert an das Unglück.                  |
| 24. Juni 1690     | Untergang von zwei Schiffen auf dem Bodensee                             | 36            | Am 24. Juni 1690 sank in einem Sturm ein Schiff zwischen Buchhorn und Romanshorn auf dem Bodensee. Das Unglück forderte 36 Opfer. Die Besatzung eines Frachtschiffs konnte sich dagegen auf das Überlinger Ufer retten. |
| 24. Juni 1692     | Untergang eines Schiffs auf dem Bodensee                                 | 29            | Am 24. Juni 1692 sank ein Schiff kurz nach der Abfahrt von Konstanz auf dem Bodensee. Das Unglück forderte 29 Opfer. |
| 18. März 1693     | Untergang eines Schiffs auf dem Bodensee                                 | 25            | Am 18. März 1693 sank ein von einer Gesellschaft in Horn angemietetes Schiff auf der Fahrt nach Lindau zwischen Fußach und Altenrhein auf dem Bodensee. Das Unglück, das einer fehlenden Mannschaft zugeschrieben wird, forderte 25 Opfer. |

### 18. Jahrhundert
| Datum         | Name                                                 | Opfer        | Beschreibung |
| ------------- | ---------------------------------------------------- | ------------ | --- |
| 8. Sep. 1710  | Kentern eines Pilgerschiffs bei Koblenz              | 11           | Am 8. September 1710 kenterte auf dem Rhein bei Koblenz ein Pilgerschiff, das von Kamp-Bornhofen talwärts fuhr. Elf Pilger aus Kell in der Eifel ertranken. Das Keller-Kreuz am Pfaffendorfer Ufer in Koblenz erinnert an das Unglück. |
| 11. Mai 1732  | Untergang eines Schiffs auf dem Bodensee             | 27           | Am 11. Mai 1732 sank ein Schiff mit Pilgern auf der Fahrt von Arbon nach Horn auf dem Bodensee. Das Unglück forderte 27 Opfer. 14 Personen konnten sich retten. |
| 1755          | Kentern eines Floßes bei Balzers                     | 100          | 1755 zerschellte auf dem Rhein ein Floss am Ellhorn bei Balzers, das ein Bündner Rekrutendetachement als Reisläufer in die Niederlande bringen sollte. Alle Rekruten ertranken. |
| Apr. 1760     | Untergang eines Schiffs auf dem Bodensee             | 23           | Ende April 1760 sank ein Schiff auf der Fahrt von Buchhorn nach Rorschach kurz nach der Abfahrt auf dem Bodensee. Das Unglück forderte 23 Opfer. |
| 24. Sep. 1770 | Kentern der Wagenfähre bei Waldshut                  | 76           | Am 24. September 1770 kenterte um 14.00 Uhr auf dem Rhein bei Waldshut die Wagenfähre, die Besucher des Waldshuter Markttages nach Koblenz übersetzte. 76 Passagiere, darunter 14 Juden aus Endingen und Lengnau, ertranken. Lediglich vier Personen konnten sich retten. Der Rabbiner und Schriftsteller Meyer Kayserling verfasste zum Unglück 1871 das Gedenkblatt Die Judeninsel und der Schiffbruch von Koblenz. |
| 5. März 1782  | Untergang eines Weidlings auf dem Rhein bei Waldshut | mindestens 2 | Am 5. März 1782 kollidierte ein mit Fahrgästen überlasteter Weidling beim Salzhaus von Waldshut mit einem Felsen. Die Insassen auf dem Weg zum Säckinger Fridolinsfest ertranken. |
| 3. Mai 1784   | Untergang eines Schiffs auf dem Bodensee             | 14           | Am 3. Mai 1784 sank ein Schiff auf der Fahrt von Lindau nach Hard auf dem Bodensee. Lediglich sechs von 22 Personen konnten sich retten. |
| Okt. 1793     | Zerschellen eines Weidlings im „Laufen“              | 1–2          | Im Oktober 1793 beschlossen die Extremsportler George Samuel Browne, achter und letzter Lord von Montague, und sein Freund Sir Charles Sedley Burdett, den „Laufen“, Stromschnellen bei Laufenburg, entgegen dem Rat Ortskundiger auf einem Weidling zu durchqueren. Der Weidling zerschellte an den Felsen des Laufens, Lord Montague ertrank. Eine schwarze Woche für den jungen Lord, da in Sussex sein Stammsitz Cowdray-Castle abbrannte. Sir Burdetts Schicksal ist unklar, da widersprüchliche Angaben über seine Rettung existieren. |

### 19. Jahrhundert
| Datum         | Name                                                                 | Opfer    | Beschreibung |
| ------------- | -------------------------------------------------------------------- | -------- | --- |
| Okt. 1822     | Untergang eines Schiffs auf dem Bodensee                             | 20       | Im Oktober 1822 sank ein Schiff mit 18 bis 20 Viehhändlern auf der Fahrt von Romanshorn nach Wangen bei Friedrichshafen auf dem Bodensee. Beim Unglück gingen Mann und Maus unter. |
| 1830          | Kollision eines Schiffs mit der Donaubrücke bei Krems                | Dutzende | Ein Pilgerschiff prollte an einen (der 16+) Brückenpfeiler der alten Holzbrücke (15. Jh. – 1895; nicht rechtwinkelig) über die Donau, die Mautern und Krems verband. |
| 24. Aug. 1832 | Untergang eines Wallfahrerschiffs auf der Donau bei Linz             | 65       | Am 24. August sank ein Personenschiff mit 70 Wallfahrern infolge von Hochwasser auf der Donau in der Höhe der Mündung der Traun bei Linz. Lediglich vier oder fünf Passagiere überlebten das Unglück. |
| 22. Jan. 1840 | Havarie des Dampfbootes Leopold                                      | 3        | In einem Sturm sanken zwischen Rorschach und Romanshorn das an der Leopold angehängte und mit Fässern beladene Schleppschiff samt Nachen mit zwei Matrosen und einem Arbeiter. Am nächsten Tag wurden etwa hundert Fässer bei Friedrichshafen ans Ufer gespült. Das war das erste schwere Dampferunglück auf dem Bodensee. |
| 12. Feb. 1840 | Untergang der Tyrias auf der Themse bei Gravesend                    | 6        | In der Nacht vom 12. Februar 1840 rammte das auf der Themse talwärts fahrende Dampfboot Manchester bei Gravesend die vor Anker liegende Tyrias, die sofort mit fünf Mann der schlafenden Besatzung sank. Die zunächst gerettete Frau des Kapitäns starb am Ufer vor Schrecken. |
| 9. Aug. 1841  | Brand der Erie                                                       | 170–250  | An Bord des Raddampfers Erie brach zwischen Buffalo und Erie (Pennsylvania) Feuer aus. Das fast vollkommen ausgebrannte Wrack sank vier Seemeilen vom Ufer entfernt. Die Zahl der Todesopfer wurde zwischen 170 und 250 angegeben, darunter eine große Zahl von Auswanderern aus der Schweiz und Deutschland. Der Vorfall in der Nacht vom 8. auf den 9. August 1841 inspirierte den Dichter Theodor Fontane zu der Ballade John Maynard. |
| 17. Dez. 1850 | Der Untergang des Delphins auf dem Walensee                          | 13       | Der Raddampfer Delphin sank in der Nacht vom 16. auf den 17. Dezember gegen zwei Uhr auf dem Walensee. Das Unglück, das vermutlich durch die Explosion des Dampfkessels verursacht wurde, forderte 13 Opfer. |
| 10. März 1860 | Stadt Zürich: Zusammenstoß mit der Königin von Württemberg           | 0        | Nahe der Hafeneinfahrt von Friedrichshafen kollidierten die Stadt Zürich und die Königin von Württemberg. Beide Schiffe wurden schwer beschädigt. |
| 11. März 1861 | Stadt Zürich: Zusammenstoß mit der Ludwig                            | 13       | Bei Sturm und Dunkelheit kollidierten die Stadt Zürich und das Dampfboot Ludwig vor Altenrhein, weil der Steuermann der Stadt Zürich das Buglicht der Ludwig mit der Hafeneinfahrt von Lindau verwechselte. Es war das Unglück mit den meisten Todesopfern auf dem Bodensee nach 1822 und bereits die dritte Kollision der Stadt Zürich, die am Bodensee bald „Das Teufelsschiff“ genannt wurde. |
| 12. Feb. 1864 | Stadt Zürich: Zusammenstoß mit der Jura                              | 3        | Die Jura wurde als Ersatz für die von der Stadt Zürich versenkte Ludwig angeschafft. Am Vormittag des 12. Februar 1864 verließ der Raddampfer Jura den Hafen von Romanshorn, um den Bodensee in Richtung Konstanz zu überqueren. In dichtem Nebel vor Bottighofen stieß es mit dem Raddampfer Stadt Zürich zusammen und sank schnell. Alle Passagiere konnten sich auf die nur schwach beschädigte Stadt Zürich retten, drei Besatzungsmitglieder ertranken. Nachdem die Stadt Zürich in Zürich umbenannt wurde, kam es nur noch zu einer weiteren Kollision. |
| 27. Apr. 1865 | Brand der Sultana                                                    | 1700     | Auf ihrem Weg auf dem Mississippi River von Vicksburg nach Cairo explodierte ein Kessel der Sultana, und infolge der starken Brandentwicklung zwei weitere Kessel. Unbestätigten Meldungen zufolge kamen 1.700 Personen ums Leben, knapp 200 mehr als beim Untergang der Titanic 47 Jahre später. |
| 1. Juni 1869  | Wanderbootsunfall im „Laufen“                                        | 2        | Am 1. Juni 1869 wurden unterhalb des „Laufens“, Stromschnellen bei Laufenburg, die leeren Kajaks der schottischen Brüder Wallace angetrieben. Die Brüder waren leichtsinnigerweise in den Laufen eingefahren. Bereits im Mai war das Brüderpaar nach der Kollision mit einem Dampfschiff aus dem Bielersee gerettet worden. |
| 20. Dez. 1869 | Kesselexplosion der Rheinfall                                        | 5        | Kurz nach der Abfahrt von der Landestelle Berlingen TG kam es auf der in Schaffhausen beheimateten Rheinfall aus unbekannten Gründen zu einer Kesselexplosion. Das Schiff sank in Ufernähe, so konnten sich bis auf fünf Personen alle retten. 1871 wurde es gehoben, repariert und in Neptun umbenannt. |
| 29. Aug. 1872 | Zusammenstoß von Obermeilen                                          | 2        | Am 29. August 1872, 19 Uhr näherte sich der Raddampfer Concordia der Anlegestelle Obermeilen auf dem Zürichsee. Zeitgleich fuhr der Raddampfer St. Gotthard zum Landesteg. Dieser erkannte aber nicht, dass auch die Concordia anlegen wollte, und wich zu spät aus. Es kam zu einem heftigen Zusammenstoß der beiden Schiffe, wobei sich der Steven der Concordia tief in das Vorschiff der St. Gotthard bohrte. Die St. Gotthard sank, während die schwer beschädigte Concordia zumindest noch den Landungssteg erreichen und die 500 Schulkinder aus Meilen, die sie transportierte, an Land bringen konnte. Es starben eine Passagierin der St. Gotthard und der Schiffskassier der Concordia, der bei einem Rettungsversuch über Bord ging. |
| 18. Mai 1875  | Fähre über die Mur in Gratkorn                                       | 96       | Bei hohem Wasserstand, also schneller Strömung, wollten rund 500 Wallfahrer mit der Fähre des Stifts Rein über die Mur nach Judendorf übersetzen. Für eine dritte Fahrt war die Fähre mit 159 Personen, insbesondere Frauen und Kinder, stark überladen. Schon beim Ablegen brach die linksufrige Holzstütze des Führungsseils der Fähre. Diese trieb führungslos ab und blieb nach Stromschnellen erst an der Weinzierlbrücke hängen. |
| 3. Sep. 1878  | Zusammenstoß der Princess Alice mit der Bywell Castle auf der Themse | 640      | Am 3. September 1878 stießen auf der Themse der überfüllte Ausflugsdampfer Princess Alice und der Frachter Bywell Castle zusammen. 640 Menschen fanden dabei den Tod. |
| 23. Nov. 1883 | Zusammenstoß der Rhône mit der Cygne auf dem Genfersee               | 14       | In einer stürmischen Novembernacht kollidierten die Dampfer Rhône und Cygne bei starken Westwinden auf dem Genfersee. Nach dem Zusammenstoß hatte die Rhône ein Loch an der Seite und versank innerhalb weniger Minuten. Die Cygne erreichte dagegen rund 20 Minuten nach der Katastrophe das Ufer des Sees in Ouchy. Beim Unfall kamen elf Passagiere und drei Besatzungsmitglieder ums Leben. Es kam zu dramatischen Szenen. So rettete ein frisch Verheirateter im Eifer des Gefechts nicht seine eigene Frau auf die Cygne, sondern eine andere. Die Falsche wollte er danach über Bord werfen. |
| 7. Juni 1885  | Ein Fährschiff zerschellt an der mittleren Rheinbrücke in Basel      | 11       | Am 7. Juni 1885 steuerte ein betrunkener Fährmann sein Boot auf den dritten steinernen Pfeiler der mittleren Rheinbrücke in Basel. Das Unglück forderte elf Tote, darunter vier Kinder. |
| 8. Okt. 1887  | Zusammenstoß der Habsburg mit der Stadt Lindau                       | 3        | Der Raddampfer Habsburg fuhr am Abend des 8. Oktober 1887 mit Volldampf von Lindau in Richtung Heimathafen Bregenz, als die Stadt Lindau in den Lindauer Hafen einfahren wollte. Der Kapitän der Habsburg, Wilhelm Graf Mercandin, reagierte mehrfach falsch und konnte nicht mehr verhindern, dass die Stadt Lindau mittschiffs gerammt wurde und binnen kurzem sank, wobei drei Personen starben. |
| 8. Mai 1889   | Graz kollidiert mit Brücke                                           | ?        | Das Dampfpassagierschiff rammte in der Mur den Pfeiler der Radetzkybrücke in Graz. Der Verkehr war erst am 8. September 1888 mit 2 Schraubendampfern aufgenommen worden, das zweite Schiff geht 4 Tage später an derselben Stelle verloren. |
| 12. Mai 1889  | Styria zerschellt in Graz                                            | 6        | Das Dampfpassagierschiff zerschellt in der Mur am Pfeiler der Radetzkybrücke in Graz. Der Verkehr war erst am 8. September 1888 mit 2 Schraubendampfern aufgenommen worden, das erste Schiff verunfallte 4 Tage zuvor an derselben Stelle. |
| 9. Juli 1892  | Kesselexplosion der Mont Blanc                                       | 26       | Am 9. Juli 1892 kam es auf dem Genfersee bei Lausanne zu einem schweren Schiffsunglück, welches 26 Todesopfer forderte. Als in Ouchy für die Weiterfahrt der Kesseldruck erhöht wurde, explodierte der horizontale Dampfdom des Schaufelraddampfers Mont Blanc. Der Grund war eine Fehlkonstruktion und ungenügende Prüfung des Dampfdomes. Das Schiff erhielt einen neuen Kessel und wurde in La Suisse und später in Evian umbenannt. Dieser Unfall führte zur Gründung des „Schweizerischen Vereins der Dampfkesselbesitzer“ (SVDB), welcher heute noch unter dem neuen Namen Schweizerischer Verein für technische Inspektionen (SVTI) existiert.                                                                                            |
| 19. März 1895 | Explosion der Elisabeth bei Kleve                                    | 13       | Am 19. März 1895 sollten in der Nähe von Kleve sechs Binnenschiffe mit insgesamt 175 Tonnen Guhr-Dynamit beladen werden. Dabei kam es gegen 18 Uhr zu einer schweren Explosion bei der dreizehn Menschen getötet und weitere verletzt wurden. Alle Schiffe gerieten in Brand und sanken. |

### 20. Jahrhundert
| Datum         | Name                                                          | Opfer          | Beschreibung |
| ------------- | ------------------------------------------------------------- | -------------- | --- |
| 21. Juli 1902 | Zusammenstoß der Primus                                       | 101            | Auf der Elbe vor Hamburg-Nienstedten sank der Ausflugsdampfer Primus mit über 200 Passagieren an Bord nach der Kollision mit dem Schlepper Hansa. 101 Menschen kamen ums Leben. |
| 15. Juni 1904 | Brand der General Slocum                                      | 1021           | Der Raddampfer General Slocum geriet auf dem New Yorker East River in Brand. An Bord waren 1350 Menschen aus einer Kirchengemeinde aus „Kleindeutschland“. Aufgrund unglaublicher sicherheitstechnischer Fehlleistungen kamen 1021 Menschen (meist Nichtschwimmer) ums Leben. Das war das Ende von Little Germany. |
| 13. Okt. 1913 | Zusammenstoß an der Strombrücke zu Magdeburg                  | keine          | Am 13. Oktober 1913 ereignete sich an der Strombrücke bei Magdeburg ein Schiffsunfall. Der eiserne Dampfkahn Elblagerhaus 3 Magdeburg, der das östliche Joch bergabwärts passierte, geriet auf Grund. Zu gleicher Zeit und in gleicher Richtung passierte der Dampfer Magdeburg mit drei Schleppkähnen das mittlere Joch. Der Dampfkahn, der auf Grund geriet, sich querstellte und gegen den Ostpfeiler der Brücke gedrängt wurde, drückte mit seinem Vorderteil den hintersten Kahn des Schleppzuges gegen den Westpfeiler der Brücke. |
| 20. Nov. 1918 | Untergang der S/S Per Brahe auf dem Vätternsee bei Hästholmen | 24             | Das Dampfschiff S/S Per Brahe war auf dem Weg von Jönköping nach Stockholm (über den Göta-Kanal), als es nach einem Zwischenhalt in Gränna in der Nacht zum 20. November 1918 vor Hästholmen bei teils stürmischen Bedingungen kenterte und sank. In Gränna war weitere Fracht und Passagiere, darunter der Künstler John Bauer, seine Frau Ester Ellqvist und deren Sohn, aufgenommen worden. Unglücksursache war die unsachgemäße Beladung beziehungsweise Überladung des Schiffes, da nicht das gesamte Frachtgut (darunter Nähmaschinen aus Jönköping, sechs Tonnen Kartoffeln) im Frachtraum unter Deck Platz fand. Spätere Untersuchungen zeigten, dass zwei Drittel der Last an Deck gelagert und teilweise nicht gesichert waren. |
| 31. März 1925 | Veltheimer Fährunglück auf der Weser bei Veltheim             | 80             | Am 31. März 1925 schlug eine im Rahmen einer Armeeübung aus mehreren Pontons gebaute Gierseilfähre beim Übersetzen von 160 Rekruten des damaligen Ausbildungsbataillons Detmold leck und kenterte. Insgesamt kamen dabei 80 Soldaten und ein Zivilist ums Leben. Das Unglück führte zu einer Verschärfung der Sicherheitsbestimmungen beim Übersetzen von Armeeeinheiten mit Fähren. |
| 12. Okt. 1944 | Schiffsunglück auf dem Vierwaldstättersee bei Horw            | 20             | Beim Zusammenstoss zwischen dem Nauen Schwalmis und dem Motorboot Schwalbe starben 20 Gäste einer 33-köpfigen Hochzeitsgesellschaft aus der Region Entlebuch. Die Unfallursache ist bis heute nicht restlos geklärt. |
| 7. März 1947  | Untergang der Rheinfähre St. Antonius                         | 14             | Die seit 1888 existierende Gierseilponte St. Antonius versank im Rhein. Sie verband die linksrheinische Ortschaft Neuss-Uedesheim mit dem rechtsrheinischen Düsseldorf-Himmelgeist. Zum Zeitpunkt des Unglücks herrschte Hochwasser und Treibeis. Unfallursache waren unglückliche Umstände und Fahrlässigkeit. Von den 31 Personen, die sich an Bord befanden, ertranken 14 Menschen. |
| 5. Juli 1951  | Brand auf der MS Heimatland                                   | 30             | Nach dem Ablegen des Motorschiffs Heimatland mit 127 Passagieren explodierte noch im Bereich des Treptower Hafens in Ost-Berlin der gegen einen defekten Dieselmotor ausgetauschte alte Benzinmotor und setzte das gesamte Schiff auf der Spree in Brand. Es war gerade mit rund 120 Kindern und ihren Betreuern zu einem Ausflug gestartet. Das führte zu dem schwersten Unglück der Berliner Fahrgastschifffahrt und der Binnenschifffahrt der DDR, durch das zwei der Betreuer und mindestens 28 Kinder, meist Nichtschwimmer, ums Leben kamen. |
| 7. Okt. 1960  | Havarie der Tina Scarlett                                     | 2              | Am 7. Oktober 1960 kam es auf dem Rhein bei Emmerich zu einem Zusammenstoß zwischen der zu Tal geschleppten dänischen Fähre Tina Scarlett und dem mit 1100 m³ Benzin beladenen Tankschiff Diamant. Es liefen große Mengen Benzin aus, das sich entzündete. Insgesamt brannten zehn Schiffe. Der Rhein stand auf einer Breite von rund 300 Metern in Flammen. Das Tankschiff sank, die Fähre lief auf Grund und sank später. Zwei Menschen starben und 22 wurden zum Teil schwer verletzt. Grund für die Havarie war ein Ruderversagen auf der Tina Scarlett. |
| 25. Juni 1961 | Kentern der Fähre Kriemhild                                   | 6              | In der Nacht vom 25. Juni 1961 kollidierte die Fähre Kriemhild bei Königswinter mit einem rheinaufwärts fahrenden Güterschiff. Die Fähre kenterte und sank. Sechs Menschen starben und vier wurden zum Teil schwer verletzt. Der Nachtfährverkehr wurde daraufhin eingestellt. |
| 2. Apr. 1969  | Explosion der Chemgas 10                                      | 1              | Im Godorfer Hafen explodierte ein mit Flüssiggas beladenes Tankschiff. Das mit 945 Tonnen Butadien beladene Tankschiff, ein so genannter Schubleichter, war im Godorfer Ölhafen in Brand geraten und explodiert. Von den neun Besatzungsmitgliedern des Schubschiffverbandes kam einer ums Leben. Es dauerte ganze elf Tage, bis die Gefahr gebannt war. |
| März 1970     | Explosion eines Binnentankers                                 | 5              | Beim Chemieunternehmen BASF in Ludwigshafen am Rhein kam es auf einem mit Benzol beladenem Tankschiff zu einer Explosion. Das auslaufende und brennende Benzol brannte bis Worms. Das Unglück forderte fünf Todesopfer. |
| Apr. 1975     | Brand des Hotelschiffs Prinses Irene                          | 22             | Am frühen Morgen des 19. April 1975 brach auf dem am Kölner Konrad-Adenauer-Ufer anliegenden niederländischen Hotelschiff Prinses Irene ein Brand aus. 22 zumeist schwerinvalide Menschen starben, 83 Personen konnten sich retten. |
| 15. Juli 1976 | Unglück im Hafen von Meersburg                                | 1              | Eines der seltenen Unglücke der Motorschiffe auf dem Bodensee geschah am 15. Juli 1976 in Meersburg, als eine Gangway von der Kempten abrutschte und mehrere Passagiere ins Wasser stürzten. Einige Personen verletzten sich dabei, und es war ein Todesopfer zu beklagen. |
| 2. Okt. 1984  | Zusammenstoß der Martina                                      | 19             | Im Hamburger Hafen wurde die Barkasse Martina von einem Schleppverband unter Wasser gedrückt. 19 von 43 Menschen ertranken. Unter anderem nahm der Gesetzgeber diesen Unfall zum Anlass, die Ansprüche wegen Personenschäden vom System der beschränkt-dinglichen Haftung auszunehmen, und führte mit dem 2. Seerechtsänderungsgesetz eine globale Haftungsbeschränkung ein. |
| 7. Dez. 1984  | Havarie der Lady Chilel Jawara                                | 4              | Am 7. Dezember 1984 kenterte die Fähre Lady Chilel Jawara auf dem westafrikanischen Fluss Gambia. Von 98 Passagieren ertranken vier. |
| 20. Aug. 1989 | Kollision der Marchioness auf der Themse                      | 51             | Am 20. August 1989 kamen bei der nächtlichen Kollision des Ausflugsdampfers Marchioness mit dem Baggerschiff Bowbelle auf der Themse mitten in London 51 Menschen ums Leben. |
| 21. Mai 1996  | Untergang der Bukoba                                          | mindestens 551 | Die überladene Fähre Bukoba kenterte wegen Schlagseite auf dem Victoriasee auf der Fahrt von Bukoba nach Mwanza in Tansania. Man geht von rund 800 Todesopfern aus. Etwas mehr als 100 Personen (nach offiziellem Bericht 112) konnten gerettet werden. |
| 22. Okt. 1996 | Unglück der Ďumbier beim Kraftwerk Freudenau                  | 8              | Das Donaukraftwerk Freudenau bei Wien war noch in Bau. Die Donau hatte hohe Wasserführung, jedoch noch unter der Gefahrenmarke. Nachdem zuerst das Schubschiff Liptov nur knapp der Strömung entkommen war, schaffte es der Kapitän der Ďumbier (ebenfalls ein Schubschiff) nicht, ihr Schubverband wurde zerrissen, die Ďumbier in die halbfertige Wehranlage gedrückt und dort vom Druck der Wassermassen zerstört. Von neun Besatzungsmitgliedern konnte nur eines gerettet werden. Das Wrack wurde erst ein halbes Jahr später geborgen. |
| 1997          | Kentern eines Schiffs auf dem Albertsee                       | 65             | 65 Personen unterwegs zu einem Markt bei Nebbi in Uganda starben, als ihr Schiff im Albertsee sank. |
| 5. Apr. 1998  | Explosion eines Binnenschiffs in Höhe Düsseldorf-Kaiserswerth | keine          | Bei einer Havarie von drei Schiffen im dichten Nebel in Höhe von Kaiserswerth explodierte ein Tankschiff, was zu erheblichen Sachschäden führte. Personen wurden nur leicht verletzt. Der Rhein musste über zehn Stunden gesperrt werden. |
| 7. Mai 1999   | Explosion eines Binnentankers in Dormagen                     | 3              | Beim Verladen gefährlicher Flüssigkeiten kam es auf der Tankerbrücke der Bayer Erdölchemie in Dormagen zu einer Explosion. Ein Binnentanker auf dem Rhein und ein weiteres Schiff gerieten in Brand. Drei Menschen starben, zehn Menschen wurden zum Teil schwer verletzt. |
| Sep. 2000     | Kentern eines Schiffs auf dem Albertsee                       | 41             | 41 Personen starben, als ein mit Fisch beladenes Schiff im Albertsee in Uganda bei Kayonga sank. |

### 21. Jahrhundert
| Datum                                                  | Name                                                                    | Opfer          | Beschreibung |
| ------------------------------------------------------ | ----------------------------------------------------------------------- | -------------- | --- |
| 3. Mai 2002                                            | Untergang der MV Salahuddin-2 während eines Sturms                      | 450            | Die Fähre MV Salahuddin-2 kenterte nahe Shatnal im Mündungsgebiet des Flusses Meghna in Bangladesch, nachdem sie während eines Orkans in eine Windhose geraten war. Sie war auf dem Weg von Patuakhali nach Dhaka. Mit über 500 Menschen an Bord war das nur für etwa 250 Personen ausgelegte Schiff deutlich überladen. |
| 6. Aug. 2002                                           | Kollision der Karlsruhe mit einem Fischerboot                           | 1              | Einziges bekanntes Schiffsunglück der Karlsruhe war die Kollision mit einem Fischerboot vor Friedrichshafen am 6. August 2002, bei der ein Berufsfischer ums Leben kam. Seine zehn Jahre alte Tochter konnte von der Besatzung aus dem Boot gerettet werden. |
| 22. März 2003                                          | Untergang der MV Kashombwe im Tanganjikasee                             | mehr als 150   | Die mit rund 200 Personen besetzte und damit überladene Fähre „M.V. Kashombwe“ sinkt im Tanganjikasee bei Sturm. |
| 8. Juli 2003                                           | Untergang der MV Nasrin-1 nahe Chandpur                                 | 400            | Die Fähre MV Nasrin-1 sank nahe Chandpur im Hochwasser führenden Meghna in Bangladesch. |
| Feb. 2004                                              | Kentern eines Schiffs auf dem Albertsee                                 | 45             | 45 Personen starben, als ein Schiff im Albertsee in Uganda sank. |
| 23. Mai 2004                                           | Untergang der MV Lighting Sun                                           | 61             | Die Fähre MV Lighting Sun sank südlich von Dhaka im Fluss Meghna in Bangladesch während eines Sturms. |
| Dez. 2004                                              | Kentern eines Schiffs auf dem Albertsee                                 | 22             | 22 Personen starben, als ein Schiff im Albertsee in Uganda sank. |
| 6. März 2008                                           | Untergang eines Motorboots auf dem Farka-See                            | 16             | Auf dem Farka-See, einem kleinen Reservoir am südlichen Stadtrand von Tirana (Albanien), kenterte ein überladenes Motorboots. Das kleine Boot, mit dem der Betreiber eines Ausflugslokals 19 Passagiere mitten in der Nacht über den See bringen wollte, war für sieben Personen zugelassen. 16 Personen ertranken. |
| 5. Sep. 2009                                           | Untergang der Ilinden bei Ohrid                                         | 15             | Das Ausflugsschiff Ilinden sank im Ohridsee mit bulgarischen Touristen an Bord rund 250 Meter vom Ufer in Ohrid entfernt. 15 Menschen starben dabei. Die Ursache des Unglücks war zunächst unklar. Sicherlich befanden sich an Bord des 1924 in Deutschland gebauten Schiffs deutlich mehr Personen als zugelassen waren. |
| 27. Nov. 2009                                          | Kentern der MV Coco-4 auf der Insel Bhola                               | 85             | Die Fähre MV Coco-4 kenterte beim Anlegen auf der Insel Bhola. Anscheinend brachten die über 1000 Passagiere das Schiff zum Kippen, nachdem eine Fahrscheinkontrolle und das hierfür nötige Verschließen der Tore einen panischen Ansturm ausgelöst hatten. Die Zahl der Todesopfer wird mit mindestens 85 angegeben; Passagierlisten existierten jedoch nicht. Bei zwei weiteren Schiffsunglücken innerhalb Monatsfrist in Bangladesch kamen mindestens nochmals 75 Personen ums Leben. |
| Aug. 2010                                              | Kentern eines Schiffs auf dem Albertsee                                 | ungefähr 70    | 70 Personen starben, als ein Schiff im Albertsee in Uganda bei Kayonga sank. 50 weitere konnten sich retten. |
| 13. Jan. 2011                                          | Kentern der Waldhof auf dem Rhein                                       | 2              | Beim Kentern des mit 2377 Tonnen Schwefelsäure beladenen Schiffs unweit der Loreley bei Sankt Goarshausen sterben zwei der vier Besatzungsmitglieder, und der Rhein musste über längere Zeit für die Schifffahrt gesperrt werden. Ursache war eine deutliche Überladung. |
| 22. Apr. 2011                                          | Untergang einer Fähre bei Sarail, Bangladesch                           | 32             | Nördlich von Dhaka kollidierte eine Fähre auf dem Fluss Meghna mit einem Schiffswrack und sank, wobei mindestens 32 Personen starben. |
| 10. Juli 2011                                          | Untergang der Bulgaria bei Syukeyewo                                    | 64             | Am 10. Juli 2011 kam es auf der Wolga zu einem schweren Unglück. Während eines Sturms sank die 1955 erbaute Bulgaria wenige Kilometer vom tatarischen Dorf Sjukejewo entfernt. Von den über 200 Personen an Bord des Kreuzfahrtschiffs konnten etwa 80 von einem anderen Schiff gerettet werden. Bis zum Nachmittag des nächsten Tages wurden allerdings auch 64 Tote geborgen. Es wird von mehr als 100 Toten ausgegangen.                                                              |
| 30. Juli 2011                                          | Kollision eines Ausflugsboots auf der Moskwa                            | 9              | Ein überbesetztes kleines Ausflugsboot kollidierte in Moskau mitten in der Nacht mit dem Frachtkahn Oka-5. Neun der 17 Passagiere, darunter der Kapitän, dem die Schuld gegeben wurde, starben. |
| 12. März 2012                                          | Untergang der MV Shariatpur-1                                           | 142            | Die Fähre MV Shariatpur-1 stieß nachts auf der Fahrt nach Dhaka auf dem Fluss Meghna im Süden Bangladeschs mit einem Frachtschiff zusammen und sank. Auf dem überladenen Schiff sollen sich rund 250 Personen befunden haben, wovon mindestens 142 ums Leben kamen. |
| 30. Apr. 2012                                          | Untergang einer Fähre auf dem Brahmaputra in Indien                     | mindestens 106 | Eine doppelstöckige Fähre kenterte im Sturm in Indien auf dem Brahmaputra in der Nähe der Stadt Dhubri. Auf dem überladenen Schiff sollen sich rund 300 Personen befunden haben, von denen sich nur rund 100 retten konnten. Es wurden bis zu 250 Opfer befürchtet. |
| 20. Juli 2012 ca., auch schon 2002, sowie 2006 zweimal | Kentern der Schiffmühle Mureck                                          | –              | Nach Errichtung der Schiffmühle in Mureck in der Mur 1997 wurde sie viermal von Hochwasser durch hohe Fließgeschwindigkeit und mit dem Fluss treibende Bäume zerstört. |
| 8. Feb. 2013                                           | Kollision auf dem Meghna in Bangladesch                                 | mindestens 14  | Die kleine Holzfähre ML Sarash mit 50 bis 100 Passagieren an Bord kollidierte auf dem Fluss Meghna rund 40 Kilometer südöstlich der bengalischen Hauptstadt Dhaka mit einem Frachtkahn und sank. Fünf Personen galten zwei Tage danach noch als vermisst. |
| 17. Apr. 2013                                          | Kentern eines Boots auf dem Mahakam                                     | mindestens 18  | Ein Boot mit 44 Holzarbeitern sank im indonesischen Teil Borneos auf dem Fluss Mahakam, nachdem es von einer großen Welle getroffen worden war. Fünf Personen wurden zwei Tage danach noch vermisst. |
| 11. Okt. 2013                                          | Kentern einer Pinasse auf dem Niger                                     | mindestens 43  | Eine mit weit gegen 300 Personen überladene Pinasse kenterte auf dem Niger aus unklaren Gründen bei Konna in Mali. Das Boot war von Mopti nach Timbuktu unterwegs. |
| 12. Jan. 2014                                          | Untergang einer Flüchtlingsfähre auf dem Nil                            | 200–300        | Im Südsudan sank bei Malakal eine überladene Fähre mit 200 bis 300 Flüchtlingen, die auf der anderen Seite des Weißen Nils Schutz vor den Kämpfen suchen wollten. |
| 22. März 2014                                          | Untergang einer Fähre auf dem Albertsee                                 | mindestens 108 | Auf dem Albertsee sank eine überladene Fähre aus Senjojo im Kyangwali Hoima Distrikt, Demokratische Republik Kongo, vor der ugandischen Landungszone Kitebere Parish, Mityana Distrikt. Mindestens 108 Menschen, mehrheitlich kongolesische Flüchtlinge, kamen ums Leben. 41 Passagiere konnten sich retten, darunter auch der Kapitän, der anschließend in Polizeigewahrsam kam. |
| 15. Mai 2014                                           | Untergang einer Fähre auf dem Meghna                                    | mindestens 54  | Die überladene Fähre M.V. Miraz-4 sank während eines Sturms auf dem Meghna in Bangladesch rund 50 Kilometer südlich von Dhaka. Letzten Berichten zufolge waren 54 Leichen gefunden, aber noch über 100 weitere Personen vermisst. Vermutlich waren bis zu 300 Passagiere an Bord gewesen. |
| 4. Aug. 2014                                           | Untergang der Pinak 6 auf dem Padma                                     | mindestens 100 | Auf dem Fluss Padma in Bangladesch kippte das Fährschiff Pinak 6 wegen starker Winde. Die Fähre, unterwegs von Madaripur nach Dhaka, sank in der Folge rund 30 Kilometer südlich der Hauptstadt. Mit rund 200 Passagieren sei sie deutlich überladen gewesen. Rund 100 Passagiere konnten gerettet werden, über 100 wurden vermisst, darunter zwei Nichten des Schifffahrtsministers. |
| 4. Aug. 2014                                           | Havarie des Kranschiffs Merlin in Basel                                 | 0              | Die MS Merlin kenterte in Basel auf dem Rhein bei Hochwasser. Das zu Tal fahrende Kabinenschiff Olympia kollidierte kurz darauf bei einem Wendemanöver mit den auf dem Rücken liegenden Schiffsrumpf des Kranschiffs und im weiteren Verlauf mit dem an Land festgemachten Kabinenschiff Laffayette. Personen kamen nicht zu Schaden. Das MS Merlin musste abgewrackt werden. |
| 24. Okt. 2014                                          | Untergang eines Bootes auf dem Kariba-See                               | 25             | Das für 14 Personen zugelassene und mit 32 Personen besetzte Boot kenterte bei schlechtem Wetter auf dem Kariba-See. Dabei kamen 25 Personen, meist Schulkinder, ums Leben. |
| 11. Dez. 2014                                          | Untergang der MV Mutambala auf dem Tanganjikasee                        | 129            | Das mit 400 Personen besetzte Schiff MV Mutambala sank bei schwierigen Wetter auf dem Tanganjikasee. Das Schiff kenterte in Gewässern der Demokratischen Republik Kongo rund sechs Stunden nach dem Ablegen in Moba. 270 Passagiere konnten gerettet werden. |
| 22. Feb. 2015                                          | Kollision einer Fähre mit einem Frachtschiff auf dem Padma              | mindestens 70  | Eine Fähre sank auf dem Padma rund 70 Kilometer westlich von Dhaka, nachdem sie von einem Frachtschiff gerammt worden war. Viele Passagiere des mit rund 150 Personen besetzten Schiffs starben. |
| 1. Juni 2015                                           | Havarie des Stern des Orients auf dem Jangtsekiang                      | 442            | Das Kreuzfahrtschiff Dong Fang Zhi Xing mit 458 Passagieren an Bord sank auf dem Jangtsekiang bei sehr schlechtem Wetter. Von Nanjing nach Chongqing unterwegs, kam das Schiff abends im Kreis Jianli (Provinz Hubei) in einen schweren Sturm mit starkem Wind, kenterte und trieb dann kieloben. An Bord waren über 400 chinesische Touristen sowie Besatzung und Begleiter. Es konnten nur 12 Personen lebend geborgen werden.                                                         |
| 15. März 2016                                          | Tschechischer Lastkahn an Albertbrücke in Dresden                       | 0              | Nachdem die Antriebsmaschine ausgefallen war, stellte sich ein tschechischer Lastkahn zwischen den Pfeilern der Albertbrücke in Dresden quer |
| 12. Sep. 2016                                          | Havarie der Viking Freya an einer Brücke auf dem Main-Donau-Kanal       | 2              | Das Flusskreuzfahrtschiff Viking Freya rammte kurz nach dem Ablegen vom Hafen Erlangen mit seinem Steuerhaus eine Straßen- und eine Eisenbahnbrücke über den Main-Donau-Kanal. Bei der Kollision starben ein Schiffsführer und ein weiteres Besatzungsmitglied. |
| 25. Dez. 2016                                          | Havarie eines Fischerboots auf dem Albertsee                            | 9              | Ein für maximal 18 Personen ausgelegtes Fischerboot kippte auf dem Albertsee in Uganda, als die Mehrheit der 45 Passagiere – eine Fußballmannschaft und Fans – sich auf eine Seite des Bootes begab. 36 Personen überlebten, neun starben bei dem Unglück. |
| 25. Juni 2017                                          | Untergang der El Almirante in Kolumbien                                 | 10             | Das voll besetzte Ausflugsboot El Almirante sank auf dem Stausee Peñol-Guatapé östlich von Medellín in Kolumbien. Die meisten der 150 Passagiere konnten von anderen Booten, die zur Unglücksstelle geeilt waren, gerettet werden. Man rechnet mit mindestens zehn Todesopfern. |
| 22. Aug. 2017                                          | Untergang einer Fähre auf dem Rio Xingu in Brasilien                    | 21–26          | Eine nicht für den Transport von Personen zugelassene Fähre kenterte auf dem Rio Xingu im Nordosten Brasiliens wegen einer Wasserhose. Das Schiff auf dem Weg von Santarém nach Vitoria do XIngu am Unterlauf des Amazonas-Nebenflusses Rio Xingu hatte rund 49 Personen an Bord. |
| 24. Aug. 2017                                          | Untergang einer Fähre in der Baía de Todos os Santos in Brasilien       | 18             | Eine für 160 Personen zugelassene Fähre, die von der Insel Itaparica durch die Allerheiligenbucht (Baía de Todos os Santos) nach Salvador (Bahia) unterwegs war, kenterte mit 129 Passagieren an Bord bei schlechtem Wetter und hohem Wellengang. |
| 14. Sep. 2017 (Datum unsicher)                         | Untergang eines vermutlich überladenen Schiffs auf dem Niger            | etwa 50        | Ein vermutlich überladenes Schiff mit mindestens 100 Personen an Bord sank im Fluss Niger im Bezirk Bagudo im nigerianischen Bundesstaat Kebbi. 47 Menschen wurden gerettet. |
| 18. Juni 2018                                          | Fährunglück auf dem Tobasee                                             | bis zu 190     | Eine stark überladene Fähre aus Holz sank bei schlechtem Wetter auf dem Tobasee auf der Insel Sumatra in Indonesien. Aufgrund eines muslimischen Feiertags bestiegen rund vier Mal mehr Personen die Fähre als zugelassen, viele ohne Fahrschein. Die Zahl vermisst gemeldeter Personen stieg auf 192 an. Geborgen wurden in den ersten Tagen nach dem Unglück aber nur vier Leichen. 18 Personen konnten gerettet werden, darunter der Kapitän.                                         |
| 19. Juli 2018                                          | Untergang eines Duck Boats auf dem Table Rock Lake                      | 17             | Ein überwiegend mit Touristen besetztes Amphibienfahrzeug sank auf dem Table Rock Lake unweit von Branson im US-amerikanischen Bundesstaat Missouri. Das mit 31 Personen besetzte Duck Boat sank während eines Gewitters mit heftigem Wind. |
| 20. Sep. 2018                                          | Untergang der Nyerere auf dem Victoriasee                               | mindestens 224 | Die Fähre Nyerere war auf dem Victoriasee unterwegs von Bugolora auf der Insel Ukerewe zur Stadt Bwisya auf der Insel Ukara. Die Fähre war überladen und sank in Sichtweite der Anlegestelle. |
| 21. März 2019                                          | Fährunglück von Mossul                                                  | mindestens 103 | Hunderte von Ausflüglern wollten am Nouruz-Fest in Mossul, Irak, zu einem Vergnügungspark auf einer Insel im Tigris fahren. Auf dem für 50 Personen zugelassenen Boot sollen sich rund 200 Personen befunden haben. Der Fluss führte ungewöhnliches Hochwasser, so dass die Fähre noch im Bereich der Anlegestelle kenterte und Passagiere unter Wasser drückte. Mindestens 103 Personen starben, rund 50 werden noch vermisst, nur 55 Passagiere konnten gerettet werden.               |
| 29. Mai 2019                                           | Untergang der Hableány nach einer Kollision auf der Donau               | mindestens 27  | Das 60-Personen-Ausflugsschiff Hableány sank nach einer Kollision bei der Margaretenbrücke in Budapest mit der viel größeren Viking Sigyn der Viking River Cruises. Von den 35 Personen an Bord – südkoreanische Touristen und zwei Crew-Mitglieder – konnten sich nur sieben retten, 27 wurden tot gefunden, eine Person bleibt vermisst. Das Unglück ereignete sich abends bei schlechtem Wetter und starker Strömung.                                                                 |
| 15. Feb. 2021                                          | Untergang eines Schiffs auf dem Mai-Ndombe-See                          | mindestens 60  | Ein Schiff mit mehr als 700 Passagieren verunglückte auf dem See in der Demokratischen Republik Kongo auf der Fahrt von Kinshasa beim Dorf Longola Ekoti. 300 Personen konnten gerettet werden, Hunderte wurden vermisst. |
| 25. Sep. 2022                                          | Fährunglück auf dem Karatoya                                            | mindestens 40  | Eine mit 70 bis 100 Passagieren stark überladene Fähre sank auf dem Fluss Karatoya im Distrikt Panchagarh in Bangladesch. Das Boot sollte Gläubige, die das Fest Durga Puja feiern wollten, zu einem Tempel bringen. Auf dem Boot waren wohl mehr als drei Mal so viele Passagiere wie zugelassen. Einige konnten sich schwimmend an Land retten oder wurden geborgen, darunter auch 22 Frauen und elf Kinder.                                                                           |
| 10. Okt. 2022                                          | Kentern eines überladenen Boots im nigerianischen Überschwemmungsgebiet | mindestens 76  | Ein mit 85 Personen überladenes Boot sank in der Region Ogbaru im Bundesstaat Anambra im Südosten Nigerias, als es zu den schwersten Überschwemmungen seit 2012 in Nigeria kam. |
| 3. Okt. 2023                                           | Kentern eines Boots auf dem Niger                                       | 40             | Ein schwer beladenes Boot mit 50 Passagieren sank wegen hoher Wellen im Bundesstaat Kebbi im Nordwesten Nigerias. Nur zehn Personen konnten gerettet werden. Es war das vierte schwere Bootsunglück im Land binnen vier Wochen. |
| 10. Juni 2024                                          | Untergang eines Boots auf dem Kwa                                       | mindestens 86  | Ein mit 271 Personen überladene Boot auf dem Weg nach Kinshasa prallte in der Provinz Mai-Ndombe (Demokratische Republik Kongo) auf Grund eines Motorschadens beim Ort Lediba ans Ufer und zerbrach. Mindestens 86 Personen kamen dabei ums Leben, darunter 21 Kinder. |